# تل سیدی بیان
تل سیدی بیان مربوط به هزاره دوم و ۳ قبل از میلاد - دوره ساسانیان است و در شهرستان خرم بید، بخش مشهد مرغاب، دهستان شهید آباد، ۸۰۰ متری جنوب روستای بیان واقع شده و این اثر در تاریخ ۷ اسفند ۱۳۸۶ با شمارهٔ ثبت ۲۱۴۵۹ به‌عنوان یکی از آثار ملی ایران به ثبت رسیده است.